# Monastir, Sydsardinien
Monastir är en ort och kommun i provinsen Sydsardinien i regionen Sardinien i sydvästra Italien. Kommunen hade 4 640 invånare (2017).